# Si Mustapha-Müller
 (septembre 2022).
La mise en forme du texte ne suit pas les recommandations de Wikipédia : il faut le « wikifier ».
Les points d'amélioration suivants sont les cas les plus fréquents. Le détail des points à revoir est peut-être précisé sur la page de discussion.
- Les titres sont pré-formatés par le logiciel. Ils ne sont ni en capitales, ni en gras.
- Le texte ne doit pas être écrit en capitales (les noms de famille non plus), ni en gras, ni en italique, ni en « petit »…
- Le gras n'est utilisé que pour surligner le titre de l'article dans l'introduction, une seule fois.
- L'italique est rarement utilisé : mots en langue étrangère, titres d'œuvres, noms de bateaux, etc.
- Les citations ne sont pas en italique mais en corps de texte normal. Elles sont entourées par des guillemets français : « et ».
- Les listes à puces sont à éviter, des paragraphes rédigés étant largement préférés. Les tableaux sont à réserver à la présentation de données structurées (résultats, etc.).
- Les appels de note de bas de page (petits chiffres en exposant, introduits par l'outil «  Source ») sont à placer entre la fin de phrase et le point final[comme ça].
- Les liens internes (vers d'autres articles de Wikipédia) sont à choisir avec parcimonie. Créez des liens vers des articles approfondissant le sujet. Les termes génériques sans rapport avec le sujet sont à éviter, ainsi que les répétitions de liens vers un même terme.
- Les liens externes sont à placer uniquement dans une section « Liens externes », à la fin de l'article. Ces liens sont à choisir avec parcimonie suivant les règles définies. Si un lien sert de source à l'article, son insertion dans le texte est à faire par les notes de bas de page.
- La présentation des références doit suivre les conventions bibliographiques. Il est recommandé d'utiliser les modèles {{Ouvrage}}, {{Chapitre}}, {{Article}}, {{Lien web}} et/ou {{Bibliographie}}. Le mode d'édition visuel peut mettre en forme automatiquement les références.
- Insérer une infobox (cadre d'informations à droite) n'est pas obligatoire pour parachever la mise en page.

Pour une aide détaillée, merci de consulter Aide:Wikification.
Si vous pensez que ces points ont été résolus, vous pouvez retirer ce bandeau et améliorer la mise en forme d'un autre article.
Winfried Muller, également appelé Si Mustapha Muller, né le 19 novembre 1926 à Wiesbaden (Allemagne) et mort le 9 octobre 1993 à Tamanrasset (Algérie) est un résistant antinazi et militant anticolonialiste algérien d’origine allemande.
Résistant antinazi durant la Seconde guerre mondiale, il contribue à faire déserter des soldats allemands fugitifs pour rejoindre l'URSS contre Hitler. Communiste convaincu et sensible à la cause de la décolonisation, il s’engage dès 1956 au sein de l’armée de libération nationale de l'Algérie (ALN) sous le nom de guerre de Si Mustapha, en tant que traducteur pour le compte des nationalistes algériens. Il est à l’origine de la désertion de plus de 4000 soldats étrangers des forces coloniales françaises.

## Biographie
Né à Wiesbaden, d'un père allemand et d'une mère autrichienne, le jeune Winfried est dès son jeune âge opposé au nazisme, celui qui lui vaut d'être arrêté puis torturé par la Gestapo alors qu'il n'a que quatorze ans,. 
La Seconde guerre mondiale commencée, il est forcé de combattre au sein de la Wehrmacht mais prend la fuite pour rejoindre le Comité pour une Allemagne libre, favorable à l'URSS. Il parvient à faire déserter de nombreux soldats allemands qui rejoignent l'Armée rouge contre Hitler,. 
À la suite de la Seconde Guerre mondiale, il devient profondément communiste et rejoint le SED, parti unique de l'Allemagne de l'Est. Cependant il en sort déçu du fait de la radicalité de l'idéologie du parti. Il décide de s'installer à Paris au début des années 1950 ; il est sensible à la cause algérienne à la suite du déclenchement de l'insurrection de l'ALN en 1954,.
Devenu indésirable en métropole à cause de soutien pour la cause algérienne, il rejoint une base de l'ALN, établie à Tétouan au Maroc, en novembre 1956. Se servant de son expérience vécue pendant la seconde guerre mondiale, il emploie la méthode de la guerre psychologique en dissuadant le camp ennemi de poursuivre la guerre. Il va ainsi servir d'interprète entre les nationalistes algériens et les combattants de la légion étrangère engagés au service de l'armée française, dont la plupart sont germanophones,. Il permet la désertion de près de 4000 soldats allemands ou autrichiens via un réseau de rapatriement de ces légionnaires vers l'Europe,,.
En représailles, les services secrets décident de l'éliminer au moyen d'attentats ciblés commises par la Main Rouge, une organisation chargée de liquider ceux qui appuient militairement et financièrement le FLN. Il échappe à de nombreux attentats, notamment à Meknès et à Francfort sur le Main,.
Récompensé pour son soutien apporté aux indépendantistes algériens, il décide de s'installer à Alger après l'indépendance ou il y occupe différents postes au sein des ministères de la Jeunesse, du Sport et du tourisme. Il obtient la nationalité algérienne en 1969. Mustapha-Müller participe à la fondation de l'Association algérienne de ski et milite pour la construction d'infrastructures de sports d'hiver. 
Fervant écologiste, il est considéré comme le père fondateur des parcs naturels algériens,,. Il est à l'origine de la création des parcs nationaux du Djurdura en Kabylie et du Tassili au Sahara algérien, dont il prend la direction. Il est également chargé de la protection de l'ensemble des zones naturelles en Algérie.
Après l’indépendance, Ayant toujours refusé de retourner en Allemagne, il s'installe en Algérie et en obtient la nationalité. Il occupe un poste de fonctionnaire d’état au ministère de l’Information. Soucieux de l'environnement, il est à l’origine de la création de parcs naturels comme celui de Djurdjura en Kabylie et de Tassili n'Ajjer au Sahara algérien. Il prend sa retraite, à l'écart de la société, au milieu du Tassili N'Ajjer. Il y mourra d'une crise cardiaque, le 9 octobre 1993, à l'âge de 66 ans,.

## Hommages
Une cérémonie d'hommage a été organisée à l'occasion du 50e anniversaire de l'indépendance de l'Algérie. L'ambassadrice d'Autriche à Alger, Aloisia Wörgetter, présente lors de la cérémonie, a évoqué son militantisme et sa dévotion. 
« Nous sommes ici aujourd’hui pour rendre hommage à Mustapha Muller, un militant qui a lutté pour l’indépendance de l’Algérie et qui a été à l’origine de la coopération algéro-autrichienne »

La fille adoptive de Si Mustapha-Müller, Rachida Muller, évoque l'amour que son père portait à la nature algérienne ; il emmenait ses enfants à la montagne ou en forêt, «à Bainem, Tipasa, Tigzirt, Keddara et Tikdjda» ; là il lui a appris à skier alors qu'elle était âgée de deux ans. Elle rappelle qu'il a voué des années de sa vie à la création de parcs naturels nationaux .
Très nationaliste, il parlait avec beaucoup d’amour de l’Algérie, son pays pour lequel il a lutté et a donné beaucoup de choses, sans jamais rien attendre en retour. ».